# Promisiuni
Promisiuni este un film social românesc din 1985 regizat de Elisabeta Bostan. Rolurile principale au fost interpretate de actorii Maria Ploae, Mircea Diaconu și Ion Caramitru.

## Distribuție
Distribuția filmului este alcătuită din:
- Maria Ploae — Ioana (Nona) Petruș, soția lui Petruș și mama Oarei, șefa Raionului Mercerie-Pasmanterie al unui magazin universal
- Mircea Diaconu — Petruș, soțul Ioanei, tatăl legal al Oarei, muncitor miner angajat la Metroul din București
- Ion Caramitru — Radu Costache, tatăl adevărat al Oarei, inginer șef la un combinat
- Medeea Marinescu — Oara, fetiță din clasa a V-a, pasionată de muzică
- Ioana Crăciunescu — Sița Costache, soția lui Radu Costache, profesoară de franceză
- George Mihăiță — Cornel Popescu, prietenul lui Radu, mecanic auto
- Aurel Giurumia — nea Sandu, tatăl lui Petruș, mecanic auto
- Sanda Toma — directoarea magazinului universal, șefa Ioanei
- Valeria Gagialov — Marcela Ionescu, mama Siței
- Rodica Mureșan — diriginta Oarei
- Cornel Revent — Mălinescu, inspector de partid cu probleme comerciale
- Corina Constantinescu — mama Ioanei, țărancă
- Ica Matache — tanti Lina, mătușa Siței
- Rudy Rosenfeld — angajat cu mustață al magazinului universal (menționat Rudi Rosenfeld)
- Alexandru Lazăr — fratele mai mare al Ioanei, țăran
- Cristina Țopescu — Cristina, vânzătoarea blondă de la magazinul universal, colega Ioanei
- Adriana Moca
- Cornelia Columbeanu
- Nae Caranfil — Cazimir Preda, șeful Raionului Sticlărie-Porțelanuri al magazinului universal (menționat Nicolae Caranfil)
- Zina Dumitrescu — soția tov. Mălinescu, care-l însoțește la parada modei (menționată Zina Rădulescu)
- Florența Militaru
- Ioana Năstase
- Miron Murea
- Adriana Stamatescu — Sanda, fiica Siței și a lui Radu Costache, colega de bancă a Oarei
- Dan Bordeianu — Neluțu, fiul cel mare al soților Petruș
- Vlăduț Pop — fiul cel mic al soților Petruș
- Cristian Kunst — copil
- Jiri Smeda — copil
- Gianina Vasilescu — copil

## Primire
Filmul a fost vizionat de 2.432.582 de spectatori în cinematografele din România, după cum atestă o situație a numărului de spectatori înregistrat de filmele românești de la data premierei și până la data de 31 decembrie 2014 alcătuită de Centrul Național al Cinematografiei.
- 1985 - ACIN - Premiul pentru montaj. Diplomă de onoare (Medeea Marinescu)
- 1986 - Costinești - Premiul pentru regie și pentru interpretare feminină (Maria Ploae)